# 下結城村
下結城村（しもゆうきむら）は茨城県結城郡に属していた村。

## 地理
現在の八千代町の南西部に位置する。

## 歴史

### 村名の由来
結城郡の南部（下流）に属したことから。

### 村域の変遷
- 1889年（明治22年）4月1日 - 町村制施行により、水口村、平塚村、松本村、大戸新田が合併して結城郡下結城村が発足。
- 1955年（昭和30年）1月1日 - 下結城村は結城郡中結城村、西豊田村、安静村、真壁郡川西村とともに合併し八千代村が発足。同日下結城村廃止。

変遷表
| 1868年 以前 | 1868年 以前 | 明治22年 4月1日 | 昭和30年 1月1日 | 昭和47年 2月1日 | 現在     |
| ----------- | ----------- | --------------- | --------------- | --------------- | -------- |
|             | 水口村      | 下結城村        | 八千代村        | 町制            | 八千代町 |
|             | 松本村      | 下結城村        | 八千代村        | 町制            | 八千代町 |
|             | 平塚村      | 下結城村        | 八千代村        | 町制            | 八千代町 |
|             | 大戸新田    | 下結城村        | 八千代村        | 町制            | 八千代町 |